# Белгийско-нидерландска война
Белгийско-нидерландска война (на нидерландски: Tiendaagse Veldtocht) е война между Белгия и Обединено кралство Нидерландия, несполучлив опит за възпиране на Белгийската революция, организиран от нидерландския крал Вилхелм I. Тъй като продължава само десет дни (2 август – 12 август 1831), войната е по-известна като Десетдневна кампания.

## Предпоставки
Когато през август 1830 започва Белгийската революция, нидерландската армия, която се намирала на територията на днешна Белгия, претърпява тежко поражение от белгийските въстаници, които са добре подготвени да се бият срещу нидерландците. Така около две трети от войските, базирани в Южна Нидерландия, капитулират. Моралът на останалата част понася тежък удар от това, заедно с факта че голяма част от нидерландската армия (а често и най-добре подготвената) е базирана в колониите, оставяйки възможност на белгийските революционери да контролират цялата територия на днешна Белгия.
По същото време лидерите на Белгийската революция стават прекалено уверени поради успехите и не предприемат стъпки към подобряване на подготовката на армията и въоръжението.
Крал Вилхелм I вижда, че ако нидерландският народ не успее да потуши въстанието, това ще бъде голям срам за страната и решава да отвърне на бунтовете. Освен това, ако приобщаването на отцепилите се провинции не успее, то трябва те да се завладеят със сила. Когато Вилхелм I научава, че белгийците предлагат на принц Леополд Сакскобургготски да бъде техен крал, той нахлува в Белгия.

## Ход
На сутринта на 2 август 1831 нидерландците пресичат „границата“ близо до Попел. Белгийските разузнавачи забелязали войските и блокирали пътищата, през които можели да навлязат в страната, като отсекли дърветата около тях. Първото сражение било на следващата сутрин около Ниеувенкерк. Командирът – принц Вилхелм II пристигнал следобед с допълнителна армия. В същото време нидерландската армия превзема Зондерейген и пленява 400 белгийци. Белгийската армия бързо е изместена в горите около Равелс и по-късно в едно мочурище. Въстаниците се оттеглят в Тюрнхаут и дават на нидерландците възможност да си направят лагер, но звукът на нидерландската артилерия сплашва жителите на града и те се оттеглят в Антверпен. На следващия ден около 11 хил. нидерландски войници се подготвят да превземат Тюрнхаут, докато друга нидерландска войска се опитвала да изглежда, че се отправя към Антверпен (всъщност тя искала да удари Тюрнхаут от друга посока). На следващия ден нидерландците разбили белгийците и силно ударили морала им, а ефектът от последвалите събития (разпадането на белгийската армия и осакатяването на един войник от гюле) кара въстаниците да отстъпят.
На 4 август нидерландската армия превзема Антверпен и сваля брабантския флаг, заменяйки го с нидерландски. Принц Вилхелм обаче предлага флагът да бъде премахнат, тъй като символизира по-скоро окупация, отколкото реставрация на нидерландската сила. По същото време различни нидерландски войски обикалят из Белгия и навлизат все по-навътре в нея, разбивайки лесно многото милиции и двете редовни белгийски армии. Дивизия, водена от принц Бернард, превзема Геел и Диест, а третата дивизия превзема Лимбург. „Армията на Маас“ е разбита на 8 август в битката при Хаселт, а „Армията на Шелда“ - на 11 август, близо до град Бутерсем. На следващия ден нидерландците атакуват и разбиват белгийците край Льовен.
За белгийските въстаници всичко изглежда загубено, затова на 8 август те попитали французите за помощ, но молбата не била официално призната от правителството. Въпреки това на следващия ден, френска армия под командването на маршал Жерар, прекосява границата. Нидерландците поели риска да нахлуят без никакви съюзници (Русия смята да изпрати войски, но е възпряна от Полската революция, която набирала скорост и пруската заплаха) и се изправя пред заплахата от война с Франция (когато още от началото не скрива намеренията си за анексия на Белгия) и след интервенция от Англия на 12 август е подписан мирен договор. На 20 август и последните нидерландски войски се изтеглят от Белгия. Само Антверпен остава окупиран до 1832, докато не е обсаден.

## Последици
Докато нидерландският народ е доволен от войната, крал Вилхелм I осъзнава, че мечтата му за Обединена Нидерландия е неосъществима. По същото време европейските сили осъзнават, че въпреки мирните договори, новосъздадената държава е много крехка и мирът се оказва по-изгоден за Нидерландия.